# I’ve Mine
I’ve Mine – pierwszy koreański minialbum południowokoreańskiej grupy Ive. Została wydana przez Starship Entertainment 13 października 2023 roku i zawiera sześć utworów, w tym trzy single: „Either Way”, „Off the Record” i „Baddie”.

## Lista utworów
| CD | CD               | CD                                      | CD                                                                   | CD                                       | CD      |
| Nr | Tytuł utworu     | Tekst                                   | Kompozycja                                                           | Aranżacja                                | Długość |
| -- | ---------------- | --------------------------------------- | -------------------------------------------------------------------- | ---------------------------------------- | ------- |
| 1. | „Off the Record” | Seo Ji-eum                              | Ryan S. Jhun, Sivert Hagtvet Hjeltnes, Bård Bonsaken, Hilda Stenmalm | Ryan S. Jhun, Sivert Hagtvet Hjeltnes    | 3:09    |
| 2. | „Baddie”         | Big Naughty, Perrie, Ryan S. Jhun       | Ryan S. Jhun. Christopher Smith. Fin Dow-Smith. Lauren Aquilina      | Ryan S. Jhun, Fin Dow-Smith, Risc, Alawn | 2:34    |
| 3. | „Either Way”     | Sunwoo Jung-a                           | Ryan S. Jhun, Luke Fitton, Lauren Aquilina, Liam O'Donnell           | Ryan S. Jhun, Luke Fitton                | 2:47    |
| 4. | „Holy Moly”      | Seo Ji-eum                              | Ryan S. Jhun, Peter Rycroft, Lauren Aquilina, Clarence Coffee Jr.    | Ryan S. Jhun, Peter Rycroft              | 2:57    |
| 5. | „OTT”            | Jang Won-young                          | Ryan S. Jhun, Gustav Nyström, Von Tiger, Canto                       | Ryan S. Jhun, Gustav Nyström             | 2:37    |
| 6. | „Payback”        | Big Naughty, Young (MUMW), Ryan S. Jhun | Ryan S. Jhun, Willie Weeks, Ryan Curtis, Maddie Duke                 | Ryan S. Jhun, Willie Weeks               | 3:08    |

## Notowania
| Lista                                 | Najwyższa pozycja | Źr.   |
| ------------------------------------- | ----------------- | ----- |
| South Korean Albums (Circle)          | 1                 | [ 2 ] |
| Japanese Albums (Oricon)              | 5                 | [ 3 ] |
| Japanese Combined Albums (Oricon)     | 3                 | [ 4 ] |
| Japanese Hot Albums (Billboard Japan) | 20                | [ 5 ] |
| UK Album Downloads (OCC)              | 97                | [ 6 ] |
| US Heatseekers Albums (Billboard)     | 16                | [ 7 ] |
| US World Albums (Billboard)           | 12                | [ 8 ] |